# Zabłotce (obwód lwowski)
Zabłotce (ukr. Заболотці) – wieś na Ukrainie w rejonie złoczowskim należącym do obwodu lwowskiego.
Znajduje się tu stacja kolejowa Zabłotce, położona na linii Lwów – Zdołbunów.
W latach 1946–1959 siedziba rejonu zabłoteckiego.
Do 2020 w rejonie brodzkim. 

## Położenie
Na podstawie Słownika geograficznego Królestwa Polskiego i innych krajów słowiańskich Zabłotce to: „wieś w powiecie brodzkim, 15 km na południowy zachód od Brodów”. Jako część Zabłociec opisano tamże Wołkowatycze oraz Prelisko.

## Zabytki
- Kościół pw. Najświętszej Maryi Panny z 1746 roku.